# Богуславський узвіз
Богусла́вський узві́з — старовинна вулиця у Подільському районі міста Києва, місцевості Богуславщина, Юрковиця. Пролягає від Кирилівської вулиці до кінця проїзної частини. 

## Історія
Узвіз виник у XIX столітті поблизу урочища Богуславщина (як поселення було ліквідоване у 40-ві роки XIX століття). Назва — від Іоано-Богословського (Йорданського) монастиря, що існував поруч. До середини XX століття сягав Нагірної вулиці (тепер сполучений із нею сходами) і до прокладення Подільського узвозу слугував за проїзд між Куренівкою і Татаркою. Від часу виникнення існує під сучасною назвою, але в окремих документах (зокрема, 1935 року) зазначений і як Богуславський провулок (на картосхемі Києва за 1911 рік провулок під такою назвою зафіксовано також на Подолі: пролягав від Кирилівської вулиці до тупика, паралельно до теперішнього Цимлянського провулку).

## Зображення

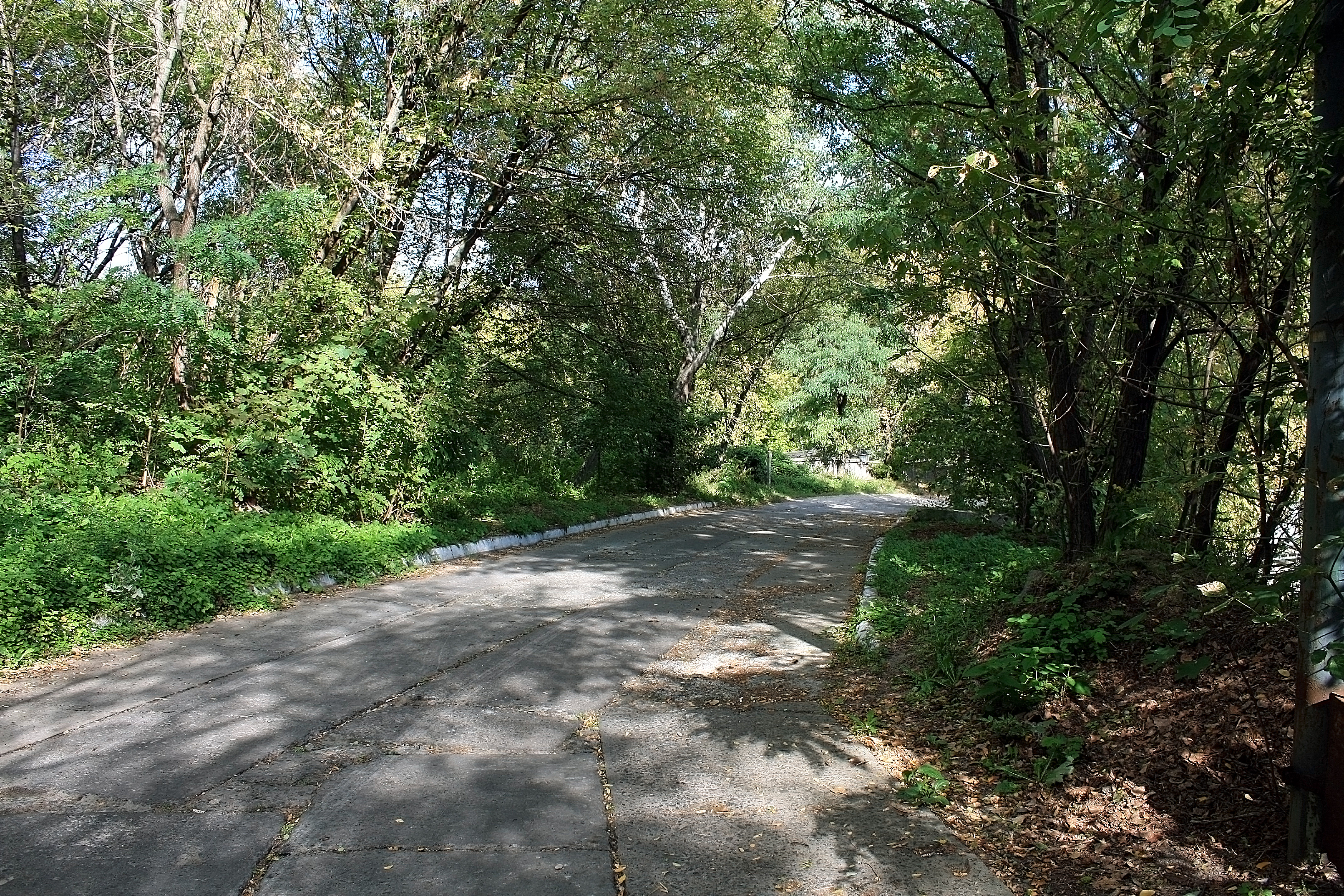
Початок узвозу
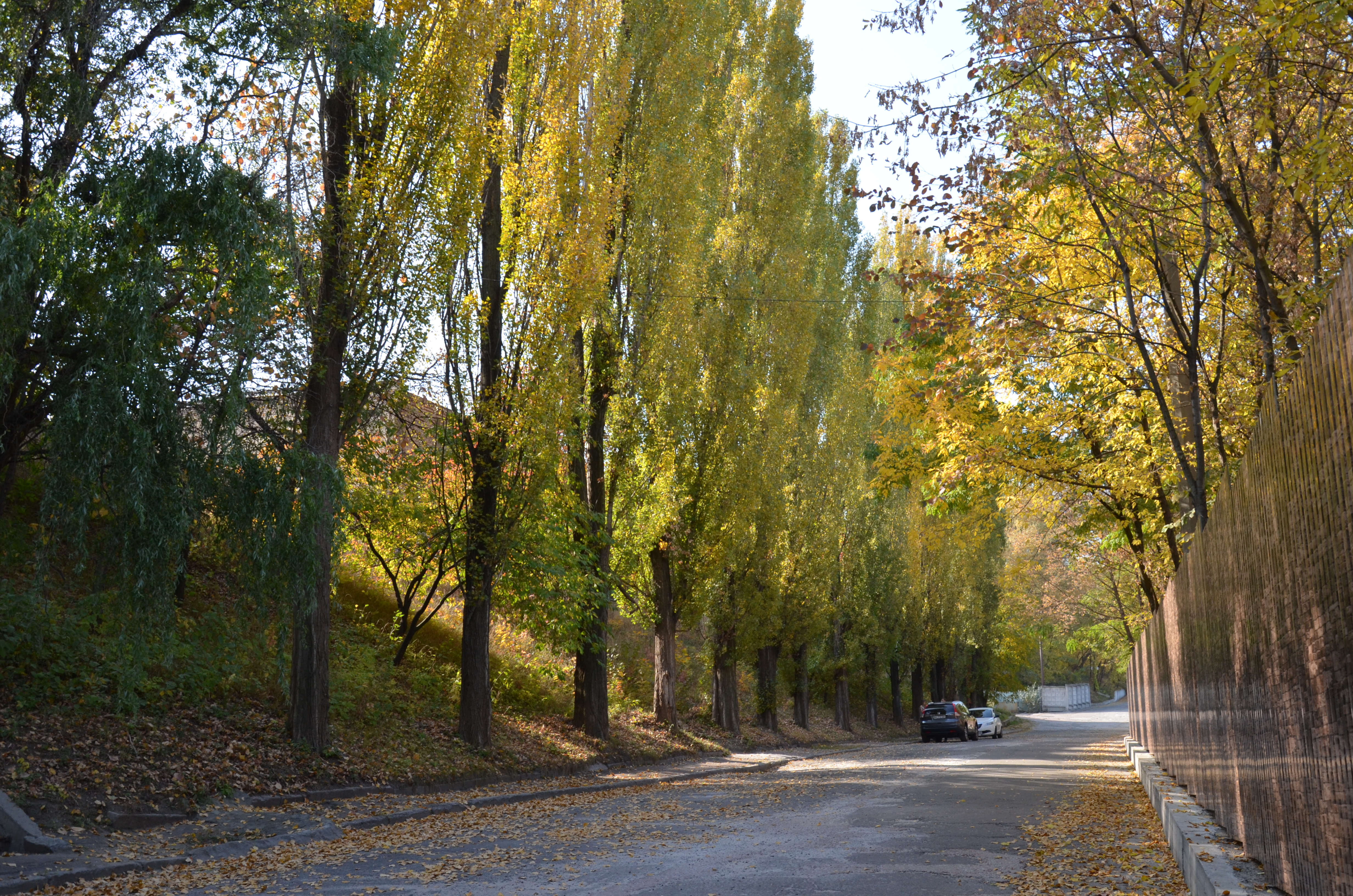
Богуславський узвіз, зліва місце Кирилівської стоянки